# Campionato sudamericano maschile di pallacanestro 2010
Il 44º Campionato dell'America Meridionale Maschile di Pallacanestro (noto anche come FIBA South American Championship 2010) si è svolto dal 26 al 31 luglio 2010 a Neiva in Colombia. Il torneo è stato vinto dalla nazionale brasiliana.
I FIBA South American Championship sono una manifestazione contesa dalle squadre nazionali dell'America meridionale, organizzata dalla CONSUBASQUET (Confederazione America Meridionale), nell'ambito della FIBA Americas.

## Squadre partecipanti
- Argentina
- Brasile
- Cile
- Colombia
- Ecuador
- Paraguay
- Uruguay
- Venezuela

## Classifica finale
| Pos | Squadra   | |
| --- | --------- | --- |
|     | Brasile   | Brasile4 Arthur, 5 Nezinho, 6 André Luiz, 7 Mineiro, 8 Luiz Felipe, 9 Jonathan, 10 Duda, 11 Fúlvio, 12 Bruno, 13 João Paulo, 14 Murilo, 15 Lucas, All. João Marcelo Leite        |
|     | Argentina | Argentina4 Gutiérrez, 5 Mata, 6 González, 7 Sandes, 8 Schattmann, 9 Cantero, 10 Cequeira, 11 Alloatti, 12 Aguerre, 13 Vega, 14 Mainoldi, 15 Fernández, All. Nicolás Casalánguida |
|     | Uruguay   | Uruguay4 Calfani, 5 Loriente, 6 Aguiar, 7 J. Osimani, 8 Fitipaldo, 9 Newsome, 10 Martínez, 11 Izaguirre, 12 Páez, 13 Izuibejeres, 14 M. Osimani, 15 Batista, All. Gerardo Jauri  |
| 4   | Venezuela | Venezuela4 Marriaga, 5 Valera, 6 Vargas, 7 Cubillán, 8 Centeno, 9 Herrera, 10 Guevara, 11 Bethelmy, 12 Romero, 13 Sucre, 14 Urbina, 15 Pérez, All. Néstor Salazar                |
| 5   | Paraguay  | Paraguay4 S. López, 5 Pérez, 6 Martínez, 7 Zanotti, 8 Paniagua, 9 Torres, 10 Acosta, 11 Araújo, 12 A. López, 13 Fabio, 14 Aponte, 15 Rodas, All. Arturo Álvarez                  |
| 6   | Colombia  | Colombia4 Moreno, 5 Bacci, 6 Guevara, 7 Fernández, 8 Mosquera, 9 Ortiz, 10 Cortes, 11 Aragón, 12 Pérez, 13 Caicedo, 14 Hernández, 15 Rentería, All. Hernán Giraldo               |
| 7   | Cile      | Cile4 Bravo, 5 Espinoza, 6 Arteaga, 7 Morales, 8 Campos, 9 Carrasco, 10 Velásquez, 11 Briones, 12 Prützmann, 13 Valencia, 14 Isla, 15 del Solar, All. Juan Manuel Córdoba        |
| 8   | Ecuador   | Ecuador4 Pérez, 5 Gordón, 6 Soto, 7 Cochambay, 8 Garrido, 9 Fuentes, 10 Díaz, 11 Chang, 12 Pauta, 13 Mina, 14 Caicedo, 15 Troya, All. John Escalante                             |